# Universitas Pendidikan Indonesia
Universitas Pendidikan Indonesia – indonezyjska uczelnia publiczna zlokalizowana w Bandungu (prowincja Jawa Zachodnia). Została założona w 1954 roku. Dawniej nosiła nazwę Institut Keguruan Ilmu Pendidikan Bandung.